# Balblair
Balblair – destylarnia single malt whisky, znajdująca się w mieście Edderton, w granicach byłego hrabstwa Ross-shire (obecnie wchłonięte przez Highland) w Szkocji. W języku gaelickim nazwa oznacza „pole bitwy” lub „miasteczko na równinie”. Obydwa tłumaczenia są prawidłowe i mają swoje uzasadnienie – odnoszą się zarówno w historii tego miejsca, jak i ukształtowania terenu wokół zakładu.

## Historia
Gorzelnia Balblair została założona w roku 1790, przebudowana zaś w 1895 przez projektanta Charles C Doiga tak, by znajdowała się bliżej stacji kolejowej Edderton. Okazało się jednak, że oryginalne źródło wody jest tak dobre, że porzucono szybko lokalny strumień i powrócono do czerpania wody z Ault Dearg. W ciągu swojej historii destylarnia wielokrotnie zmieniała właściciela, produkcja była nawet zawieszona w czasie II wojny światowej. Obecnym właścicielem jest niezależna szkocka firma Inver House Distillers Ltd.

## Produkcja
Pierwotnie destylarnia produkowała głównie na potrzeby innych producentów whisky mieszanej – Whyte and Mackay, Ballantine’s oraz Bell's. Obecnie firma wydaje również własną gamę produktów – m.in. serię vintages.

## Charakter
Balblair to whisky o pełnym i wyraźnym smaku oraz harmonijnym bukiecie z nutami słodyczy zapewniającymi miły finisz.